# Premis Saturn
Els Premis Saturn (originalment en anglès Saturn Awards) són uns premis atorgats anualment per l'Acadèmia de Cinema de Ciència-ficció, Fantasia i Terror dels Estats Units (Academy of Science Fiction, Fantasy & Horror Films) per a honorar els millors treballs en ciència-ficció, fantasia, terror, en cinema, televisió i vídeo domèstic. Els Saturn Awards van ser creats pel Doctor Donald A. Reed el 1972, qui considerava que les pel·lícules dins d'aquests gèneres no se'ls donava el reconeixement que mereixien en aquell moment. El premi és una representació física del planeta Saturn, envoltat d'un anell de cel·luloide; per aquesta raó, el premi va ser inicialment i continua sent de vegades anomenat “rotlle daurat” (“Golden Scroll”).
Així com altres premis, com l'Oscar, l'Emmy i el Grammy, els Saturn estan votats per membres de la corresponent Acadèmia. L'acadèmia és una organització sense ànim de lucre de la qual qualsevol persona pot ser-ne membre.
La primera entrega de premis va ser presentada el 1972 per William Shatner.
Encara que els premis principalment nominen pel·lícules i produccions de televisió en les categories de ciència-ficció, fantasia i terror, el Saturn també han reconegut produccions de gènere dramàtic. L'edició número 35, del 2009, per exemple, inclou nominacions per a pel·lícules que van des de la dècada del 1940 (Casablanca) fins a la pel·lícula del 2008 Slumdog Millionaire. També hi ha premis especials per a trajectòries destacades.